# Noli me tangere (картина Тициана)
«Noli me tangere» («Не прикасайся ко мне») — картина итальянского живописца Тициана периода Высокого Возрождения, созданная около 1511 года и хранящаяся в Лондонской национальной галерее.

## История
Первая информация о картине относится к 1648 году, когда она была замечена Ридольфи в коллекции Музелли в Вероне, а в 1727 году оказалась среди картин в коллекции герцогов Орлеанских. В 1856 году по завещанию Роджерса картина попала в лондонский музей.
Со времён Джованни Кавальказелле картину единодушно относят к работам Тициана раннего периода, некоторые искусствоведы (Рихтер, Титце) предполагают, что оригинальный замысел принадлежит Джорджоне. Во время реставрации с помощью рентгеновских лучей было обнаружено иное положение фигуры Христа на основном рисунке.

## Описание и стиль
На фоне идиллического пейзажа разворачивается библейская сцена Noli me tangere, слева изображён Иисус Христос, а справа — Мария Магдалина, коленопреклонённая в ракурсе, напоминающем о женщине с картины «Чудо ревнивого мужа». Воскресший из мёртвых Христос появляется перед своей скорбящей последовательницей Марией Магдалиной в Гефсиманском саду. Вначале она принимает его за садовника, но затем в удивлении протягивает руку. Христос говорит: «Не прикасайся ко мне» (лат. — noli me tangere); его последователям пора оставить его земное присутствие и ожидать Святого Духа. В центре внимания картины — взаимодействие жеста и взгляда между Христом и Марией Магдалиной. Лиственное дерево слева, характерное для стиля Тициана, зрительно удлиняет фигуру Христа, придавая ей большую монументальность. Пейзаж с домами справа идентичен пейзажу на картине «Спящая Венера» Джорджоне, который, как считается, также написан Тицианом.
Богатство и яркость красок, вдохновлённое принципами тональности, создает большие цветовые пространства, которые придают фигурам выразительную силу. Несмотря на некоторую неясность в объёмном построении Марии Магдалины, картина выделяется мягким введением фигур в пейзаж и текстурными эффектами в тканях, переданными быстрыми мазками. Можно увидеть выразительную работу кистью и интерес к текстурным возможностям краски, которые стали отличительной чертой зрелого и позднего стиля Тициана. Белизна покрывала Марии Магдалины, струящегося погребального савана Христа и его набедренной повязки тонко различаются, каждая из них передана тягучими мазками свинцовых белил, которые улавливают фактуру холста картины.